# チッタドゥカーレ
チッタドゥカーレ（伊: Cittaducale）は、イタリア共和国ラツィオ州リエーティ県にある、人口約6,400人の基礎自治体（コムーネ）。
リエーティ、ファーラ・イン・サビーナに次いで県内第3位のコムーネ人口を有する。リエーティの東約8kmほどの距離にある小都市だが、20世紀初頭までは別の県に属する郡の中心地であった。

## 地理

### 位置・広がり
リエーティ県東部のコムーネ。県都リエーティから東南東へ8km、ラクイラから西へ37kmの距離にある。

#### 隣接コムーネ
隣接するコムーネは以下の通り。
- ボルゴ・ヴェリーノ
- カステル・サンタンジェロ
- ロンゴーネ・サビーノ
- ミチリアーノ
- ペトレッラ・サルト
- リエーティ

### 気候分類・地震分類
チッタドゥカーレにおけるイタリアの気候分類 (it) および度日は、zona E, 2240 GGである。
また、イタリアの地震リスク階級 (it) では、zona 2A (sismicità media) に分類される。

## 歴史
1860年のイタリア統一時、アクイラ・デッリ・アブルッツォ県（現在のアクイラ県）に組み込まれ、チッタドゥカーレ郡 (it:Circondario di Cittaducale) の郡庁が置かれた。チッタドゥカーレ郡は、現在のリエーティ県の東部地域にあたる。1927年、チッタドゥカーレ郡とリエーティ郡が合併し、リエーティ県が設立された。

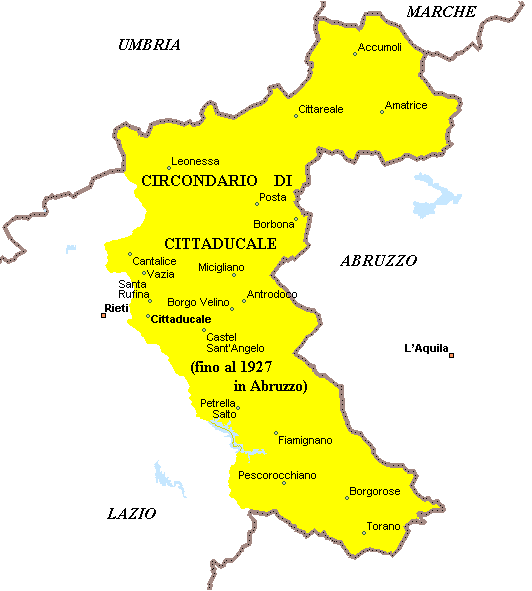
現在の県境とチッタドゥカーレ郡の範囲

## 社会

### カトリック教会
1502年1月24日、教皇アレクサンデル6世は、リエーティ司教区から分割してチッタドゥカーレ司教区 (it:Diocesi di Cittaducale) を置いた。しかし、リエティ司教区を管理していた枢機卿ジョヴァンニ・コロンナ (it:Giovanni Colonna (cardinale XV secolo)) が異議を提起し、教皇ユリウス2世は1505年11月8日に司教区を廃止した。しかし、ジョヴァンニ・コロンナ枢機卿の死後、リエーティの司教からの要請を受けて、ユリウス2世は1508年10月16日に司教区を回復した。
1798年にパスクアーレ・マティーニ (Pasquale Martini) 司教が没するまで、司教はチッタドゥカーレに住んで司教区をつかさどったが、その後はリエーティの司教に委託された。1818年6月27日、ピウス7世はラクイラ大司教区に統合。1976年、ふたたびリエーティ司教区の一部となった。「チッタドゥカーレ司教」は、名義司教の称号として残されている。

## 行政

### 分離集落
チッタドゥカーレには、以下の分離集落（フラツィオーネ）がある。
- Calcariola, Caporio, Cesoni, Grotti, Micciani, Pendenza, Santa Rufina, Villa Grotti